# ربعي المدهون
ربعي المدهون (ولد في المجدل عسقلان جنوب فلسطين سنة 1945 م) هو كاتب وروائي وصحفي فلسطيني، وهو أول فلسطيني يفوز بالجائزة العالمية للرواية العربية المعروفة بجائزة البوكر العربية (في دورتها التاسعة، سنة 2016).

## حياته
ولد المدهون في المجدل، قرب مدينة عسقلان جنوب فلسطين سنة 1945، وهاجرت عائلته بعد النكبة إلى مخيم للاجئين في خان يونس بقطاع غزة، حيث نشأ المدهون.
تلقى المدهون تعليمه بجامعة الإسكندرية في مصر، لكنه أُبعد منها سنة 1970 ـ قبل تخرجه ـ بسبب نشاطه السياسي. عمل بالصحافة منذ سنة 1973، وتنقل بين عدد كبير من البلدان العربية والأجنبية، إلى أن استقر في لندن وحمل الجنسية البريطانية. وعمل قبل تقاعده الوظيفي سنة 2018، في جريدة "الشرق الأوسط" في لندن. يقيم، حاليا، في اسبانيا.

## جائزة البوكر
في سنة 2016، أصبح المدهون أول روائي فلسطيني يفوز بالجائزة العالمية للرواية العربية (البوكر)، وذلك عن روايته "مصائر: كونشرتو الهولوكوست والنكبة"، وكان قد وصل إلى القائمة القصيرة للجائزة ذاتها سنة 2010 بروايته "السيدة من تل أبيب".

## من أعماله
- أبله خان يونس (مجموعة قصصية، 1977)
- طعم الفراق - ثلاثة أجيال فلسطينية في ذاكرة (رواية / سيرة ذاتية، 2001) المؤسسة العربية للدراسات والنشر، بيروت، ط2 سنة 2011)
- السيدة من تل أبيب (رواية، 2009) 8 طبعات، ترجمها إلى الإنجليزية المترجم والأكاديمي الأمريكي إليوت كولا. وفازت النسخة الإنجليزية بجائزة بان البريطانية للكتب المترجمة[3]
- مصائر: كونشرتو الهولوكوست والنكبة (رواية، 2015) 8 طبعات.
- سوبر نميمة، 2018